# Niwat Sisawat
Niwat Sisawat, altresì citato come Niwatana Sesawasdi (Phitsanulok, 19 agosto 1949 – 19 aprile 2025), è stato un calciatore thailandese di ruolo centrocampista.

## Carriera
Con la Nazionale thailandese partecipò alle Olimpiadi del 1968.